# 斯大林街道
斯大林街道是中国黑龙江省哈尔滨市道里区下辖的一个街道办事处。是中国唯一以苏联领导人斯大林命名的街道。

## 行政区划
斯大林街道下辖3个社区：
江桥社区、地段北社区和花圃社区。